# Згировский, Антон Антонович
Антон Антонович Згировский (бел. Антон Антонавіч Згіроўскі; (6 февраля 1906), Минск — †1937) — белорусский актёр, заслуженный артист Белорусской ССР (1935).

## Биография
В 1921 году вступил в труппу В. И. Голубка (позже БГДТ-3), сначала работал помощником на сцене. Во время гастролей театра принимал участие в концертах, пел в хоре. С 1926 года — актер. Самые значительные роли: помещик («Пинская мадонна» Голубка), Василий Балабан («История пяти хвостов» Левина), Лундышев («Часовщик и курица» Кочерги), Кадлуб-Добровольский («Сержант Дроб» Самуйлёнка), Юсов («Доходное место» Островского. Арестован и расстрелян в 1937 году. Реабилитирован в 1957 году.